# Miriam Lenk

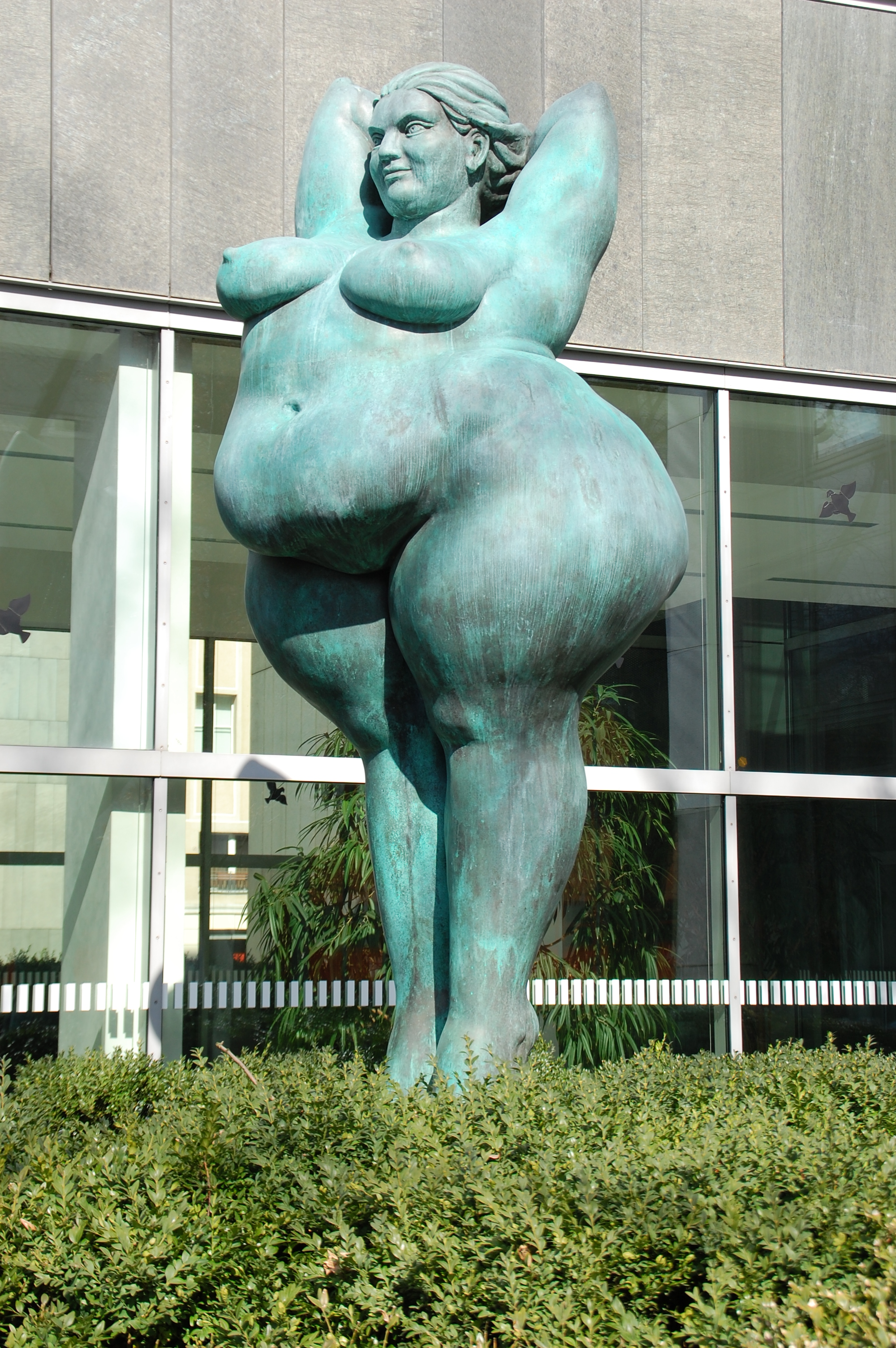
Yolanda (2006) vor der Investitionsbank Berlin

Miriam Lenk (* 1975 in Konstanz) ist eine deutsche Bildhauerin.

## Leben und Wirken
Miriam Lenk studierte von 2000 bis 2007 Freie Kunst an der Hochschule für Bildende Künste Dresden bei Eberhard Bosslet und Ralf Kerbach. Seit 2009 lebt und arbeitet sie in Berlin und Bodman.
Das Zentrum ihres Werkes bildet ein weiblicher Archetyp: groß und prächtig, raumgreifend und dominant. Dies soll eine Galionsfigur für alle Frauen sein, die sich in der Gesellschaft zu dick, zu laut oder zu anders fühlen.
Werke im öffentlichen Raum schuf sie mit Yolanda, in Bronze, vor der Investitionsbank Berlin und in Epoxidharz vor einem Seehotel in Ludwigshafen; Molch und Strauss in der Oberen Vorstadt in Albstadt-Ebingen und Janusfee im Weingut Drei Herren in der Sammlung Rainer Beck. Ihre jüngsten Ausstellungen waren Beyond Belief im Haus Kunst Mitte Berlin, Disturbance Witch im Zentrum für aktuelle Kunst der Zitadelle Berlin-Spandau  und Lusus Naturae bei BCMA Berlin.
2023 zeigte sie in der städtischen Galerie Berlin in Schloss Biesdorf ihre neue Arbeit fragile Wucht  und bei der art Karlsruhe einen Überblick ihres Schaffens von 2002 bis 2023.

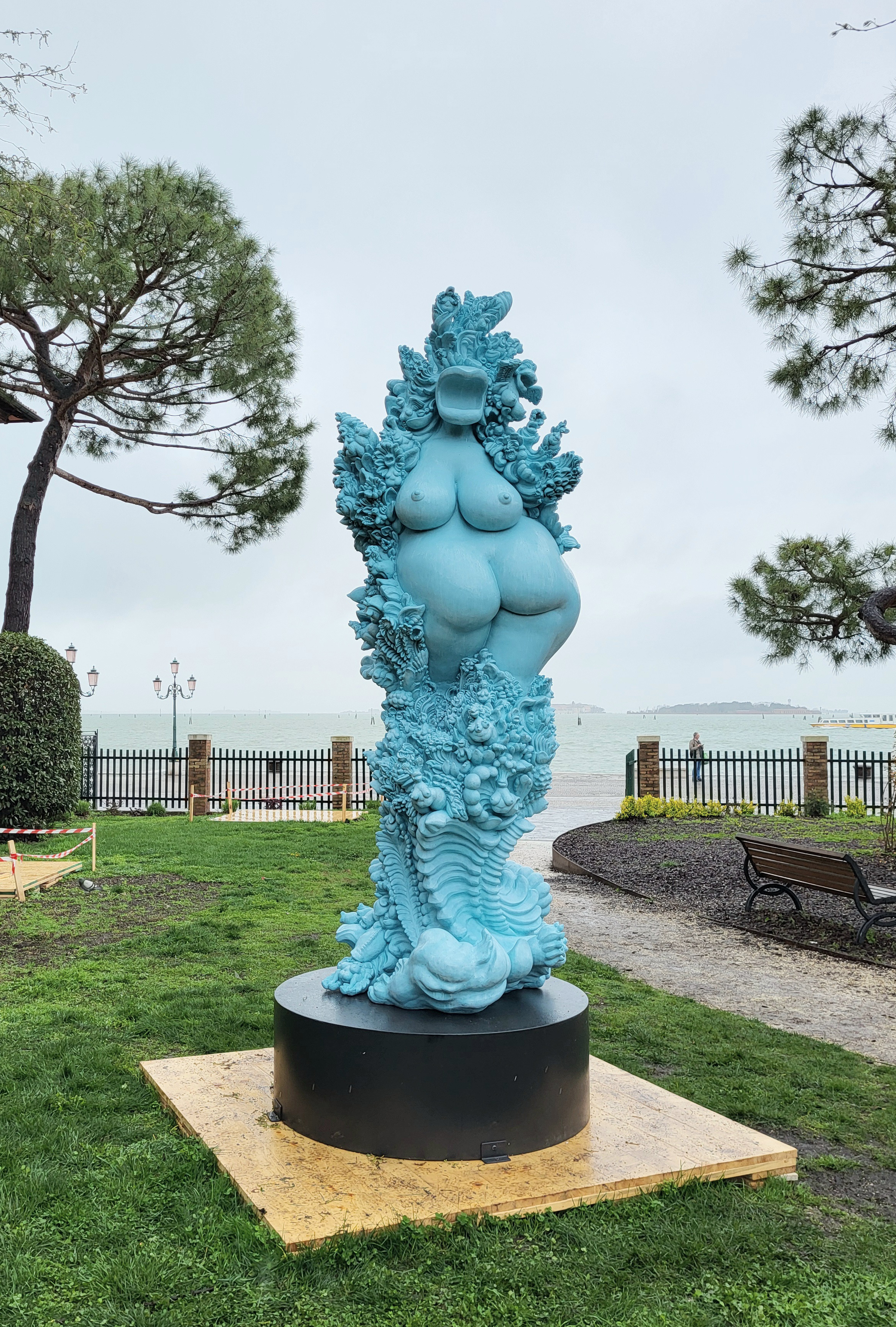
Janusfee von Miriam Lenk in den giardini della marinaressa Venedig

Von 20. April bis 24. November 2024, während der Venedig Biennale steht die Skulptur Janusfee in den giardini della marinaressa in Venedig in der Ausstellung personal structures.
Im Gegensatz zu ihrem Vater Peter Lenk, der in seinen „steinernen Theaterstücken“ die aktuelle und historische Politik verarbeitet, schöpft sie aus einer anderen Quelle: dem Élan vital, dem inneren Lebensdrang. Der Begriff wurde von dem französischen Philosophen Henri Bergson geprägt und hat schon die Surrealisten fasziniert. Besonders in ihrer aktuellen Werkgruppe ELAN VITAL aus Säulen, Gipskollagen und Zeichnungen geht es zunehmend um die Akkumulation als bildhauerischen Prozess.
Ihre Schwester Annie ist freischaffende Kostümbildnerin für verschiedene deutsche Bühnen.